# 卷瓣忍冬
卷瓣忍冬（学名：Lonicera longituba）为忍冬科忍冬属的植物，是中国的特有植物。分布在中国大陆的广东、广西等地，生长于海拔1,200米的地区，常生于山地和溪边，目前尚未由人工引种栽培。